# فوردیکدیا

فوردیسیدیا (انگلیسی: Fordicidia) در دین در روم باستان، فوردیکدیا یکی از جشن‌های رومی باروری بود، که در روزهای آوریل (۱۵ آوریل) برگزار می‌شد که مربوط به کشاورزی و دامپروری می‌شد. این شامل قربانی کردن حیوان یک گاو آبستن برای ترا (اسطوره)، الهه روم باستان الهه مادر، در مجاورت جشنواره سرس (اسطوره) در ۱۹ آوریل بود.